# Pompe biotique
La pompe biotique est une expression désignant le modèle climatique mesurant le rôle condensateur des nanoparticules émises par les forêts au cours du cycle de l'eau, et permettant de déterminer le niveau de précipitations qu'une région peut recevoir.

## Description
Ce modèle mesure comment l'augmentation de l'évapotranspiration des arbres fait baisser la pression atmosphérique, ce qui entraîne l'aspiration de l'air humide des océans vers les continents, au-dessus desquels des nuages se forment. Dans un désert, la pression atmosphérique restera inchangée par rapport à la mer, alors que dans une forêt, elle baissera, aspirant l'air humide de la mer vers l'intérieur des terres : c'est en particulier le cas de la forêt amazonienne qui aspire les alizés de l'hémisphère nord par delà l'équateur vers le sud-ouest où, transformés en « rivières volantes », ils heurtent la cordillère des Andes pour déverser leurs pluies dans le « rectangle de la chance », région la plus fertile, la plus peuplée et économiquement la plus active de l'Amérique du Sud entre São Paulo, Cuiabá, La Rioja et Buenos Aires.
Le modèle définit deux types différents de précipitations : dans une zone boisée, on ne constate pas de diminution des précipitations lorsque l'on se déplace vers l'intérieur des terres ; dans une région déboisée l'on observe une diminution exponentielle des précipitations annuelles.

## Comment la pompe biotique conduit les processus hydrologiques

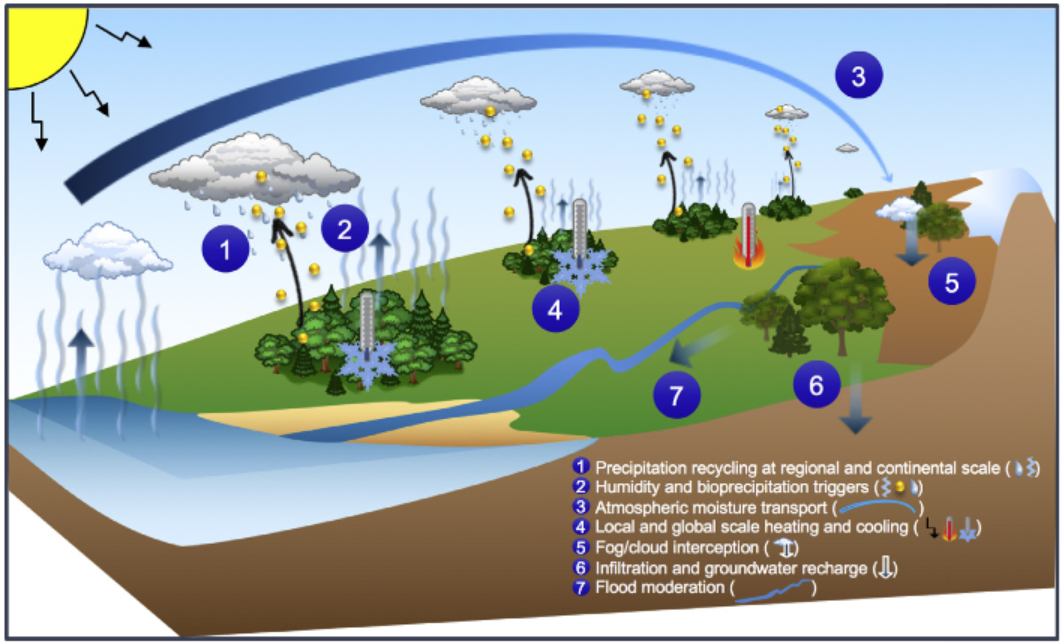
La dynamique hydrologique de la pompe biotique.

1. Le cycle commence lorsque les précipitations provenant de l'océan sont recyclées à travers les paysages par des cycles de précipitations et d'évapotranspiration. Par la transpiration et la condensation, les forêts créent des basses pressions qui attirent l'air humide de l'océan[4],[5].
2. La transpiration et l'évaporation renvoient l'eau dans l'atmosphère en même temps que les microbes et les composés organiques volatils (COV). Ces particules d'origine biologique permettent l'ensemencement des nuages. Il pourront les modifier en quantité mais aussi jusqu'à bilan radiatif.  Les microbes en suspension dans l'air contribuent ainsi à influencer le climat et à la formation des pluies[6].
3. Les courants d'air d'origine biologique transportent l'humidité atmosphérique vers l'intérieur des terres.
4. En fournissant des précipitations, la végétation peut survivre et éventuellement prospérer, perpétuant ainsi la couverture forestière. Les zones forestières ont un climat plus modéré grâce au refroidissement par transpiration et à l'ombre. La pénétration de la lumière dans le sol de la forêt peut être aussi faible que 1 % par rapport aux zones adjacentes déboisées[7]. Dans les zones où les terres déboisées sont plus nombreuses, la conversion de l'énergie radiante en chaleur sensible augmente. Les zones forestières sont nettement plus fraîches que la végétation clairsemée ou la terre nue[8].
5. Les arbres récoltent l'eau en interceptant le brouillard et l'air humide. L'humidité atmosphérique se condense sur les feuilles et les branches. Ce processus est biomimétisé par l'utilisation de filet capteur de brouillard.
6. Le couvert des arbres ralentit la progression de la pluie vers la surface du sol et en atténue l'impact. En outre, l'apport de matière organique et l'exportation de carbone par les racines vers le réseau mycorhizien créent du carbone du sol, améliorant la structure du sol pour l'infiltration et le stockage de l'eau.
7. Les sols dont les taux d'infiltration et de stockage sont améliorés atténuent l'impact des inondations. Ce phénomène est encore renforcé par la couverture forestière qui protège le sol de l'érosion. Il en va de même de ce point de vue pour les prairies: la battance peut ainsi être évitée. L'eau infiltrée dans le sol peut contribuer à réalimenter les aquifères, et contribuer à améliorer les probabilités de précipitations suivantes[9].

## Controverses
Bien que l'ensemble des modèles climatiques mondiaux actuels correspondent bien à ce modèle, il ne fait pas l'unanimité. En effet, ce nouveau modèle contredit l'opinion traditionnelle selon laquelle les vents de surface ne peuvent être générés que par des différences de température de surface et de chaleur dégagée par la condensation,.
Or les créateurs du modèle de la « pompe biotique » soutiennent que les végétaux et les champignons jouent un rôle plus important dans la dynamique atmosphérique que ce qui est actuellement reconnu et contribuent largement au transport de l'eau de l'océan vers l'intérieur des continents. Ainsi, la publication de l'article a été précédée d'un débat éditorial prolongé dans la revue d'édition Science, basé sur des évaluations par les pairs relativement critiques.
Fred Pearce estime que ce phénomène est en partie culturel. "La science, comme je le sais depuis quarante ans de reportage, peut être étonnamment tribale. Makarieva et Gorshkov ont été des outsiders : des physiciens théoriques dans un monde de science climatique, des Russes dans un domaine dominé par des scientifiques occidentaux et, dans le cas de Makarieva, une femme également".
En outre, la tradition critique des milieux climato-sceptiques produit, pour chaque nouvelle étude révélant les risques d'une pratique, d'une activité économique ou d'un produit, dix autres études mettant en doute les conclusions de la première dès lors qualifiée dans les sources secondaires de « douteuse et alarmiste »,.